# Санта-Круз (футбольний клуб, Ресіфі)
«Санта-Круз» (порт. Santa Cruz) — бразильський футбольний клуб, який базується в місті Ресіфі, штат Пернамбуку. Заснований 3 лютого 1914 року.